# Grupo familiar ante un paisaje
Grupo familiar ante un paisaje es un cuadro al óleo del pintor neerlandés del Siglo de oro Frans Hals, realizado hacia 1648. Se encuentra en el Museo Thyssen-Bornemisza de Madrid (España).

## Descripción
La obra es una de las pocas pinturas que Hals hizo de familias en un ambiente al aire libre, al "estilo de un picnic", pero esta es la única que presenta a un niño negro, algo raro en Haarlem durante la vida de Hals. También es una de sus pinturas más grandes, y la más grande que pintó sin estar dedicada a la guardia cívica de Haarlem, que Hals pintó en numerosas ocasiones a lo largo de su carrera.
En 2023, Ineke Mok y Dineke Stam argumentaron que la familia retratada es la del comerciante Jacob Ruychaver (1620-1656) y su esposa María Hendrixs. Su hija Geertruid (1633-1710) y su hijo Willem (1634-1673) coincidían en edad con los niños representados en la pintura. También era habitual que los antiguos directores generales de la Costa de Oro como él, encargaran una pintura con un sirviente africano.
En su catálogo de 1910 sobre obras de Frans Hals, el historiador del arte neerlandés Cornelis Hofstede de Groot escribió: 
441. UN GRUPO FAMILIAR DE CINCO PERSONAS AL AIRE LIBRE, M. 89. A la izquierda está sentado un hombre que sostiene en su mano derecha la mano izquierda de su esposa, que está sentada a su lado a la derecha. Él la mira y ella a él. El hombre tiene un ligero bigote y corte imperial, y lleva un sombrero negro alto, un traje de terciopelo negro con cuello y puños de encaje, y botas altas de montar forradas por dentro. La mujer lleva un vestido gris verdoso con corpiño y sobrefalda negros adornados con lazos amarillos, y cofia, cuello y puños blancos, todo ello adornado con encaje. Su mano izquierda se apoya en la rodilla izquierda. A la izquierda, junto al hombre, se encuentra un joven sosteniendo un bastón en la mano derecha y apoyando la izquierda a su lado. Mira con una sonrisa al espectador. Lleva un sombrero negro, una chaqueta de terciopelo negro con cuello y puños blancos, pantalones cortos y zapatos. A la derecha, junto a la mujer, pero un poco más atrás, se encuentra un niño pequeño. Viste un traje marrón oscuro con cuello blanco y mira al espectador. Más a la derecha, en el mismo plano que el hombre y la mujer, se encuentra su hija, mirando hacia el primer plano izquierdo. Su brazo derecho cuelga a un lado; en su mano izquierda sostiene un abanico cerrado. Lleva un vestido oscuro, un tocado blanco con adornos rojos, un fino cuello blanco y puños. A su lado, a la derecha, se agacha un caniche. En el fondo, a la izquierda, hay árboles, mientras que a la derecha, a lo lejos, se ve un pueblo. Todo está pintado en tonos grises neutros, sólo aliviados por el rojo de las botas de montar. Pintado hacia 1640.
Lienzo, 79 pulgadas por 112 pulgadas.
Expuesto en la Royal Academy Winter Exhibition, Londres, 1906, No. 102.
En posesión de la familia Warde desde aproximadamente 1750. 

En la colección del Coronel Warde, Squerries Court, Westerham, Kent; vendido a una colección continental, en octubre de 1909 (por, según se dice, 55.000 libras esterlinas).

## Historia
Esta pintura llegó a manos del marchante de arte Joseph Duveen en 1909. Fue comprada en 1910 al superar la oferta de J. P. Morgan por 500.000 dólares por Otto Hermann Kahn, quien posteriormente lo prestó al Museo Metropolitano de Arte. En 1935, fue en la Mogmar Art Foundation de Nueva York, de quien la adquirió la colección Thyssen-Bornemisza.
Poco se sabe de la procedencia de la pintura en el siglo XVIII. Se exhibió en la Royal Academy of Arts en 1906 como Retratos del pintor y su familia. Su enagua de colores y los cuellos planos en lugar del estilo más común de piedra de molino los muestran como burgueses adinerados que podían permitirse la última moda. Al igual que el retrato familiar londinense de Hals, se considera que el fondo fue pintado por el pintor holandés Pieter de Molijn ; primero por Neil MacLaren (en lo que respecta al retrato familiar de Londres), que luego fue aplicado al lienzo de Madrid por Seymour Slive. La pintura fue restaurada en 1966 y la documentación del proceso está en el Getty Center.

## Inspiración moderna

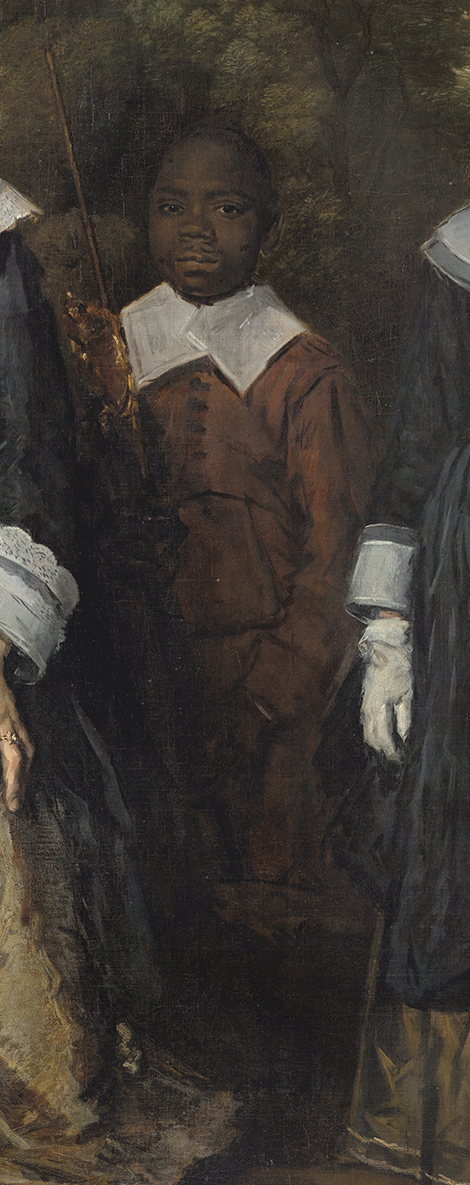
Posiblemente el niño lleve un arco y una flecha, como el mencionado por Camper.

En abril de 2017, el cuadro se convirtió en el tema de una charla TED de Titus Kaphar, que eligió copiar la pintura para hacer una declaración contundente sobre cómo se retrata a los negros en los objetos del patrimonio cultural, incluidas las obras de arte europeas centenarias como esta. En el transcurso de su charla, pinta todas las figuras excepto al niño negro, y su punto principal es que se sabe más sobre los cuellos de encaje de dichas pinturas que sobre las figuras negras que aparecen en los fondos de las mismas de vez en cuando. En este caso concreto, los retratados son igualmente desconocidos, pero Kaphar ofrece un punto de vista acertado. El número de negros en el siglo XVII en Haarlem es prácticamente desconocido, pero se supone que es cercano a cero, teniendo en cuenta las dificultades que tenían los artistas para retratarlos, según una conferencia popular de 1770 sobre los ángulos faciales del científico neerlandés Petrus Camper. En esa conferencia afirmaba que otro artista de Haarlem era el que más éxito tenía en esta habilidad, y no nombraba a Hals sino a Cornelis Visscher. 

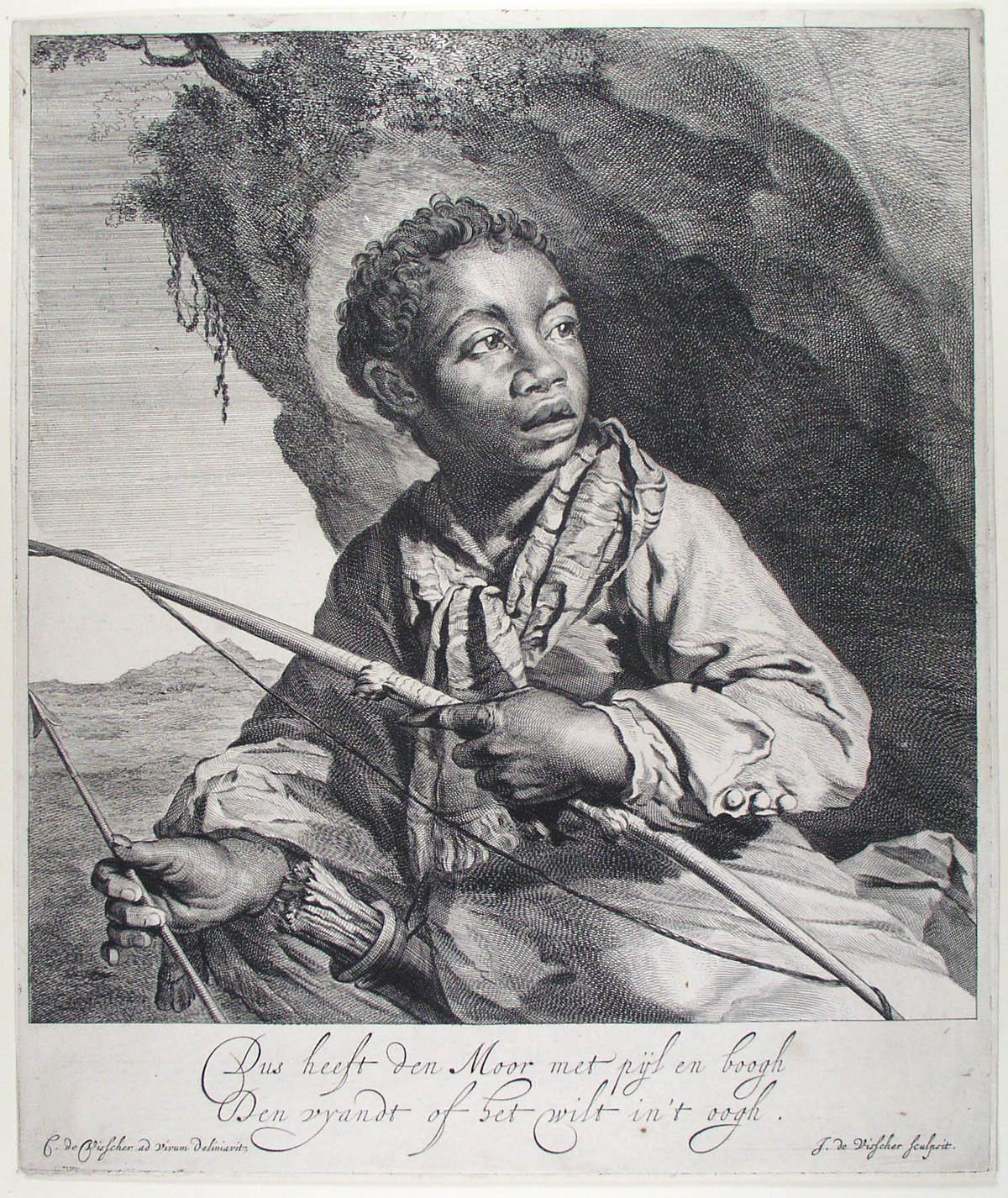
El moro, un grabado de Jan Visscher a partir de un dibujo de su hermano Cornelis
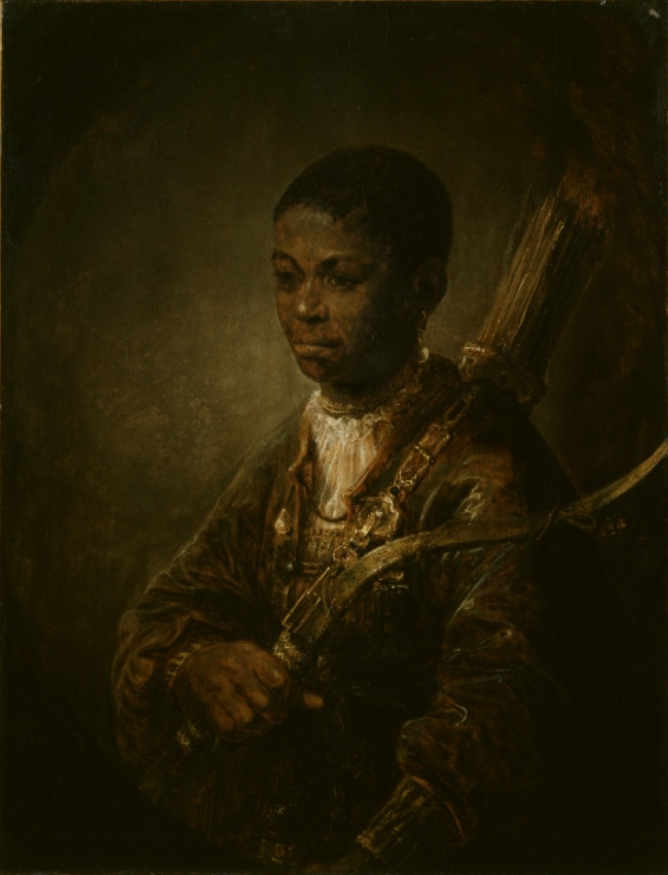
Un joven arquero de Govert Flinck